# Kiongadriehoek

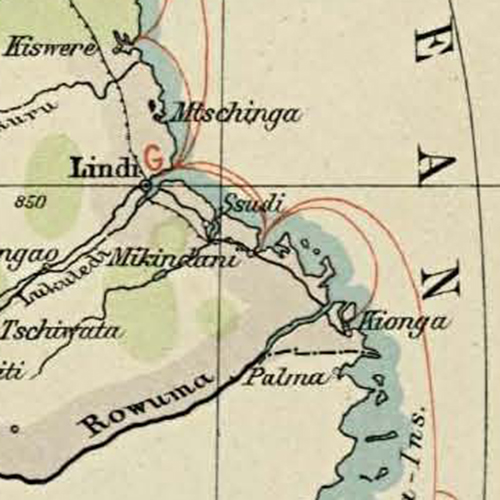
Ligging van de Kiongadriehoek

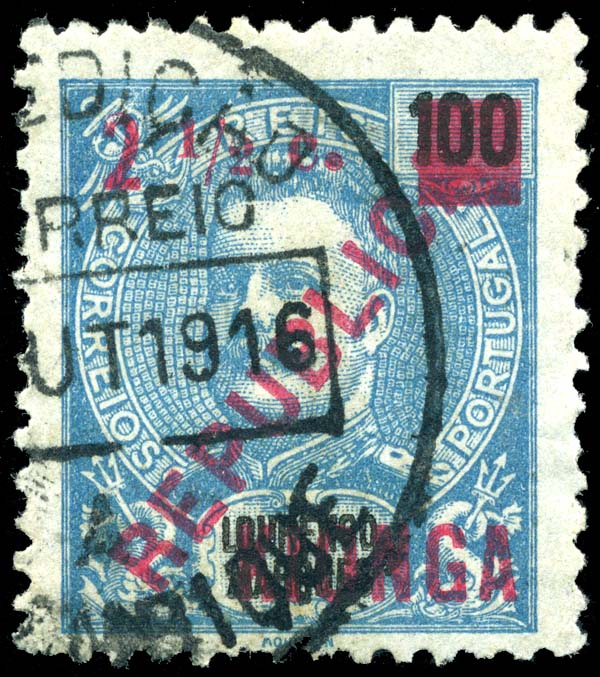
Postzegel van bezet Kionga (1916)

De Kiongadriehoek (Duits: Kionga-Dreieck, Portugees Triângulo de Quionga) was een 395 km² groot territorium in Oost-Afrika, dat tussen 1894 en 1916 tot Duitsland behoorde. Het gebied is genoemd naar de plaats Kionga (thans: Quionga) en lag op de rechteroever van de rivier de Ruvuma, de huidige grensrivier tussen Tanzania en Mozambique. Het gebied vormt sinds 1916 de noordoostelijke punt van Mozambique en behoort tot de provincie Cabo Delgado.
Het gebied was in 1894 door de Duitsers ingenomen, nadat zij met de Britten in 1890 het Helgoland-Zanzibarakkoord hadden gesloten. Tijdens de Eerste Wereldoorlog werd het zuidoostelijkste stukje Duits-Oost-Afrika vanuit Porto Amélia veroverd door de Portugezen, die de driehoek al claimden sinds de Koloniale Conferentie van Berlijn (1895). Op 10 april 1916 namen zij Quionga in, dat destijds circa 4000 inwoners telde.
In 1919 wees de Vrede van Versailles het gebiedje bij wijze van compensatie van oorlogsschade definitief aan Portugal toe. Op 2 april 1920 ging het deel uitmaken van Portugees Oost-Afrika, waarmee het de geschiedenis inging als de laatste koloniale gebiedsuitbreiding van Portugal.
Het territorium geniet enige bekendheid bij postzegelverzamelaars: in mei 1916 verschenen er in het bezette gebied vier postzegels met de (nog Duits gespelde) opdruk KIONGA.